# Ebbsfleet United
Ebbsfleet United (offiziell: Ebbsfleet United Football Club) – auch bekannt als The Fleet – ist ein englischer Fußballverein aus Northfleet, der 1946 gegründet wurde, und aktuell in der fünftklassigen National League spielt.

## Geschichte
Der Klub entstand 1946 aus einer Fusion der Klubs Gravesend United und Northfleet United und hieß bis Mai 2007 Gravesend & Northfleet FC. Er änderte seinen Namen, als die Eurostar Group als Sponsor einstieg. Der neue Vereinsname leitet sich vom Bahnhof Ebbsfleet International ab, an dem seit 19. November 2007 die Eurostar-Hochgeschwindigkeitszüge halten.
Überregional bekannt wurde der Verein im November 2007 durch die Übernahme von der Fußballfanseite „myfootballclub.co.uk“, bei der sich jeder Einzahler von 35 Pfund (knapp 50 Euro) ein Stimmrecht über die Vereinsgeschicke sichert und zusammen mit allen anderen „Anteilseignern“ per Internet über die Aufstellung, Transfers und die Verwendung der Einlagen abstimmt. Rund 32.000 Nutzer der Website leisteten zu Spitzenzeiten ihren Beitrag, wodurch etwa 700.000 Pfund (knapp 1 Million Euro) zusammenkamen.
Nach dem Ende des ersten Jahres erneuerte der Großteil der MyFC-Teilnehmer jedoch seine Mitgliedschaft nicht. Im Jahr 2009 wurden nur noch 9.000 zahlende Mitglieder gezählt. Im September 2010, zweieinhalb Jahre nach der Übernahme, waren noch 3.500 Mitglieder registriert. Nur 132 dieser Mitglieder beteiligten sich im Oktober 2010 an einer Abstimmung über die Entscheidungsfreiheit des Trainers in Transferangelegenheiten.
KEH Sports Ltd, eine Gruppe kuwaitischer Investoren, erklärte sich im Mai 2013 bereit, den Verein zu übernehmen, beglich die Schulden und versprach Investitionen in den Kader und in eine Trainingseinrichtung.

## Erfolge
- Southern League: Meister 1957/58
- Southern League (Southern Division): Meister 1974/75, 1993/94
- Isthmian League: Meister 2001/02
- Beste Saison im FA Cup: 1962/63 (4. Runde)
- Gewinn der FA Trophy: 2007/08

## Persönlichkeiten
- Jimmy Bullard (Spieler, 1998–1999)
- Roy Essandoh (Spieler, 2004–2005)
- Roy Hodgson (Spieler, 1969–1971)
- Andy Wilson (Trainer, 1946–1947)